# Bataille de Moesskirch
Deuxième Coalition
Batailles
Guerre de la Deuxième Coalition
- St George's Caye (navale) (09-1798)
- Nicopolis (10-1798)
- Corfou (11-1798)
- Copenhague (navale) (04-1801)
- Algésiras (navale) (06-1801)

Campagne de Hollande
- Callantsoog (08-1799)
- Vlieter (08-1799)
- Zyp (09-1799)
- Bergen (09-1799)
- Alkmaar (10-1799)
- Castricum (10-1799)

Campagne de Suisse
- Ostrach (03-1799)
- Feldkirch (03-1799)
- 1re Stockach (03-1799)
- Frauenfeld (05-1799) (en)
- Winterthour (05-1799)
- 1re Zurich (06-1799)
- Schwytz (08-1799)
- Amsteg (08-1799) (en)
- Saint-Gothard (09-1799)
- 2e Zurich (09-1799)
- Linth (09-1799) (en)
- Muten (10-1799) (ru)
- Engen (05-1800)
- 2e Stockach (05-1800)
- Moesskirch (05-1800)
- Biberach (05-1800)
- Erbach (05-1800)
- Höchstädt (06-1800)
- Ampfing (12-1800)
- Hohenlinden (12-1800)

Campagne d'Égypte
- Malte 1 (06-1798)
- Malte 2 (06-1798)
- Alexandrie (07-1798)
- Chebreiss (07-1798)
- Pyramides (07-1798)
- 1re Aboukir (08-1798)
- Salheyeh (08-1798)
- Malte 3 (09-1798)
- Sédiman (10-1798)
- Caire (10-1798)
- Samanouth (01-1799)
- El Arish (02-1799)
- Syène (02-1799)
- Jaffa (03-1799)
- Saint-Jean-d'Acre (03-1799)
- Mont-Thabor (04-1799)
- 2e Aboukir (07-1799)
- Damiette (11-1799)
- Héliopolis (03-1800)
- 3e Aboukir (03-1801)
- Mandora (03-1801)
- Canope (03-1801)
- Fort Jullien (04-1801)
- Le Caire (06-1801) (en)
- Alexandrie (08-1801)

2e Campagne d'Italie
- Vérone (03-1799)
- Magnano (04-1799)
- Cassano (04-1799)
- Mantoue (04-1799)
- Bassignana (05-1799)
- 1re Marengo (05-1799) (en)
- Modène (06-1799) (en)
- Trebbia (06-1799)
- 2e Marengo (06-1799) (en)
- Novi 1 (08-1799)
- Rome (09-1799)
- Mannheim (09-1799) (en)
- Novi 2 (10-1799) (en)
- Genola (11-1799)
- Gênes (04-1800)
- Sassello (04-1800) (en)
- Fort Bard (05-1800)
- Verceil (05-1800)
- Turbigo (05-1800)
- Montebello (06-1800)
- 3e Marengo (06-1800)
- Pozzolo (12-1800)

La bataille de Moesskirch se déroule pendant la guerre de la Deuxième Coalition.

## Déroulement
Le 25 avril 1800, l'armée d'Allemagne, sous les ordres de Moreau, passe le Rhin entre Kehl et Schaffhouse. La 1re demi-brigade fait partie du corps Gouvion Saint-Cyr. Débouchant de Vieux-Brisach, elle se bat à Saint-Georgen et à Fribourg, passe la Forêt-Noire, s'empare de Stuhlingen, à 25 km au sud de Donaueschingen, et participe le 3 mai au combat du plateau d'Engen. Les Autrichiens se retirent sur Meßkirch et s'établissent sur une position favorable à la défensive, leur donnant des vues étendues. Les 4 et 5 mai, les assauts des Français sont repoussés mais aussitôt renouvelés. Les Autrichiens se renforcent sur leur droite, à l'ouest de Meßkirch. La 1re demi-brigade, jusqu'alors en réserve, est engagée. Malgré le feu nourri de l'adversaire, les soldats français s'emparent de Krumbach et des hauteurs qui dominent le village à l'ouest et au nord. Les Autrichiens, débordés eux-mêmes, se replient sur Sigmaringen (5 mai 1800). L'armée française ne relâche pas son étreinte et se porte à Biberach, où l'adversaire a d'importants magasins. Avec audace, elle aborde l'armée autrichienne qui couvre la ville. Bien que supérieurs en nombre, les Autrichiens cèdent le terrain après une journée de combat, au cours de laquelle la 1re demi-brigade se fait remarquer entre toutes, par la vigueur de son attaque, selon le rapport du chef d'état-major de l'armée (10 mai 1800). La progression des Français continue en direction de Memmingen.

## Sources